# Кампен (Зильт)
Кампен (нім. Kampen) — громада в Німеччині, розташована в землі Шлезвіг-Гольштейн. Входить до складу району Північна Фризія. Складова частина об'єднання громад Ландшафт-Зильт. Займає частину території острова Зильт.
Площа — 8,47 км2. Населення становить 471 ос. (станом на 31 грудня 2020).

## Назва
- Кампен (нім. і дан. Kampen; півн.-фриз. Kaamp) — сучасна назва.
- Кампен-на-Зильті (нім. Kampen auf Sylt; півн.-фриз. Kaamp üp Söl; дан. Kampen på Sild) — альтернативна назва, за назвою острова.

## Географія
Розташований на дансько-німецькому кордоні, чинному від 1920 року.

## Галерея

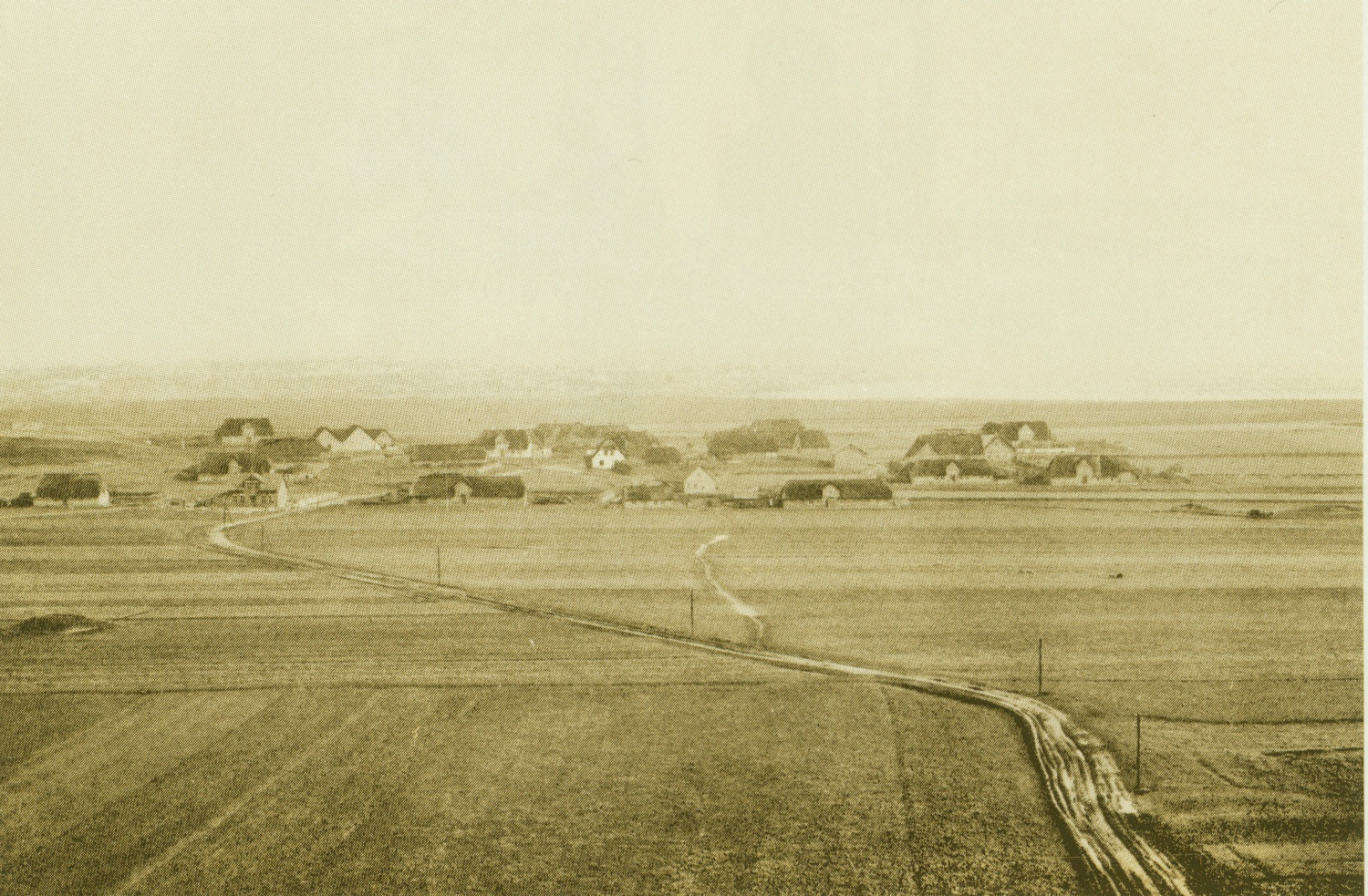
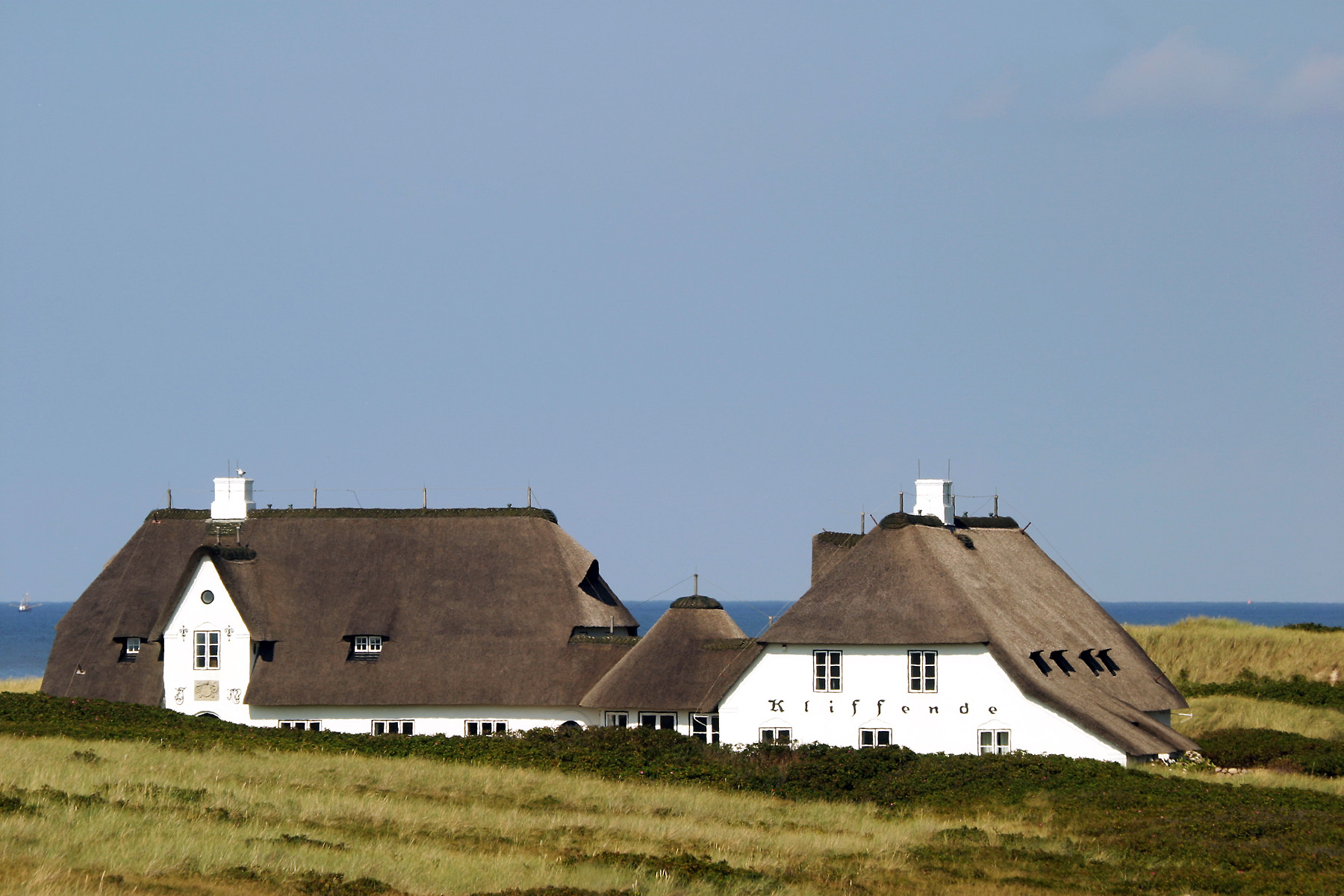
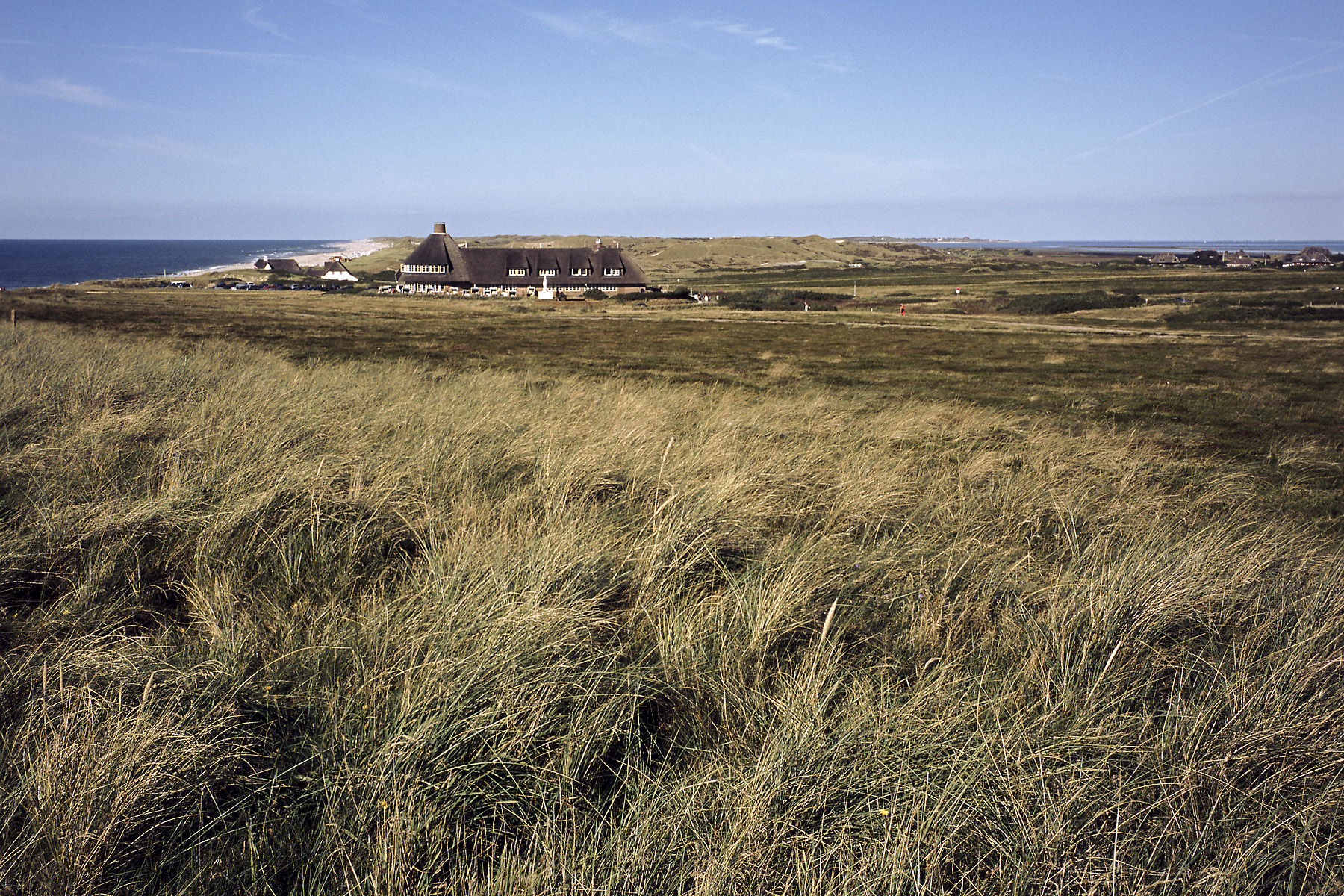
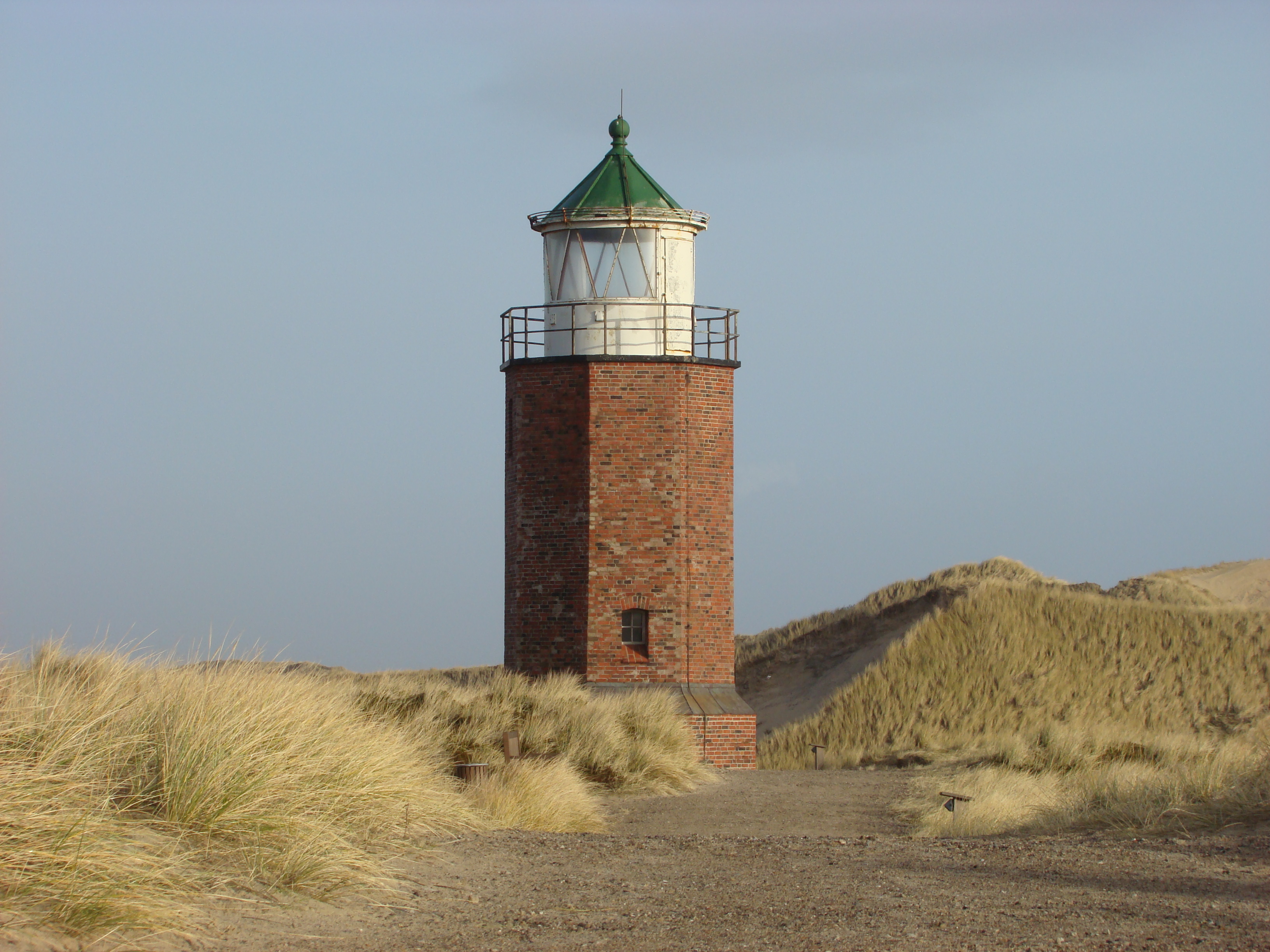
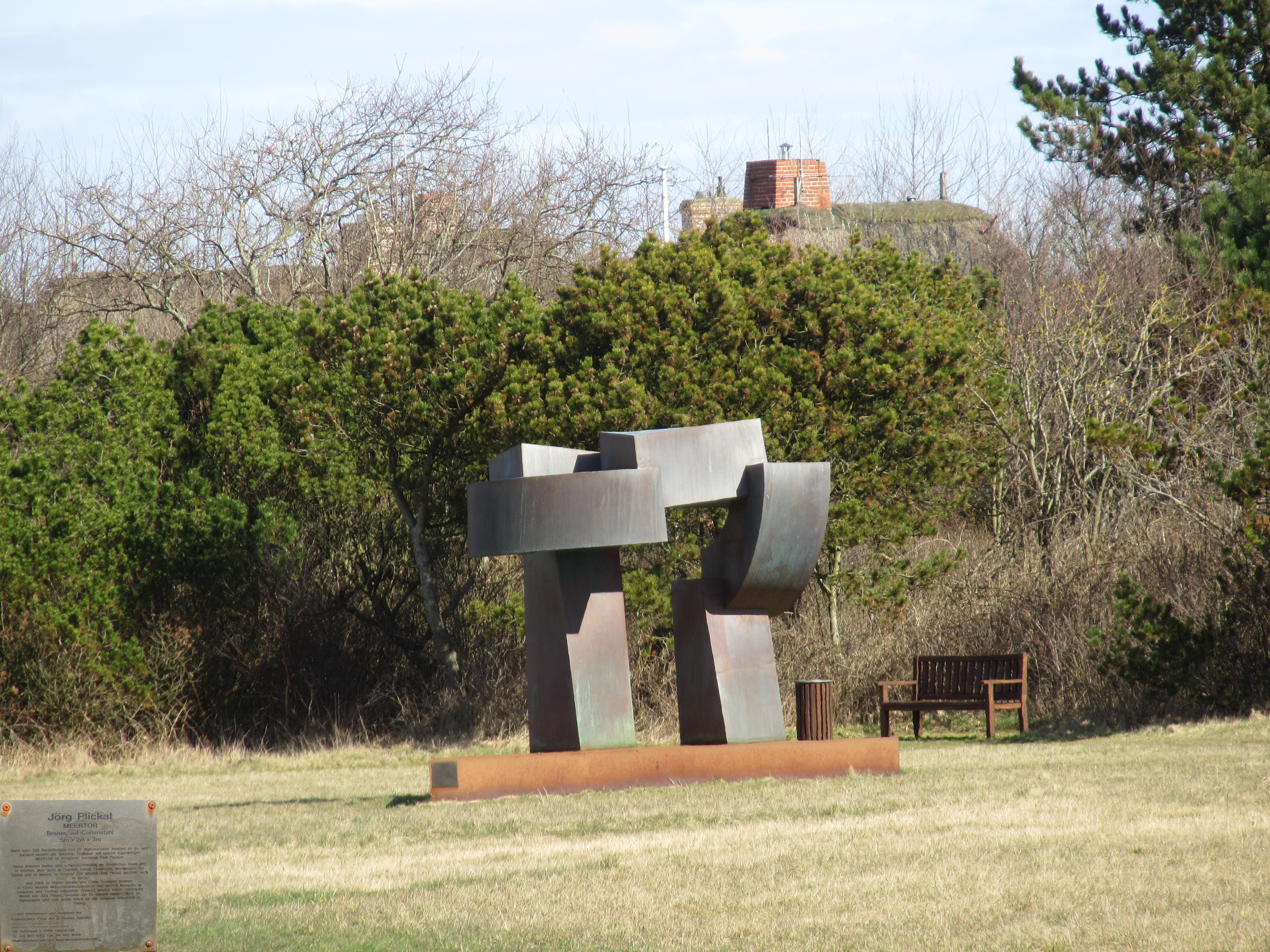
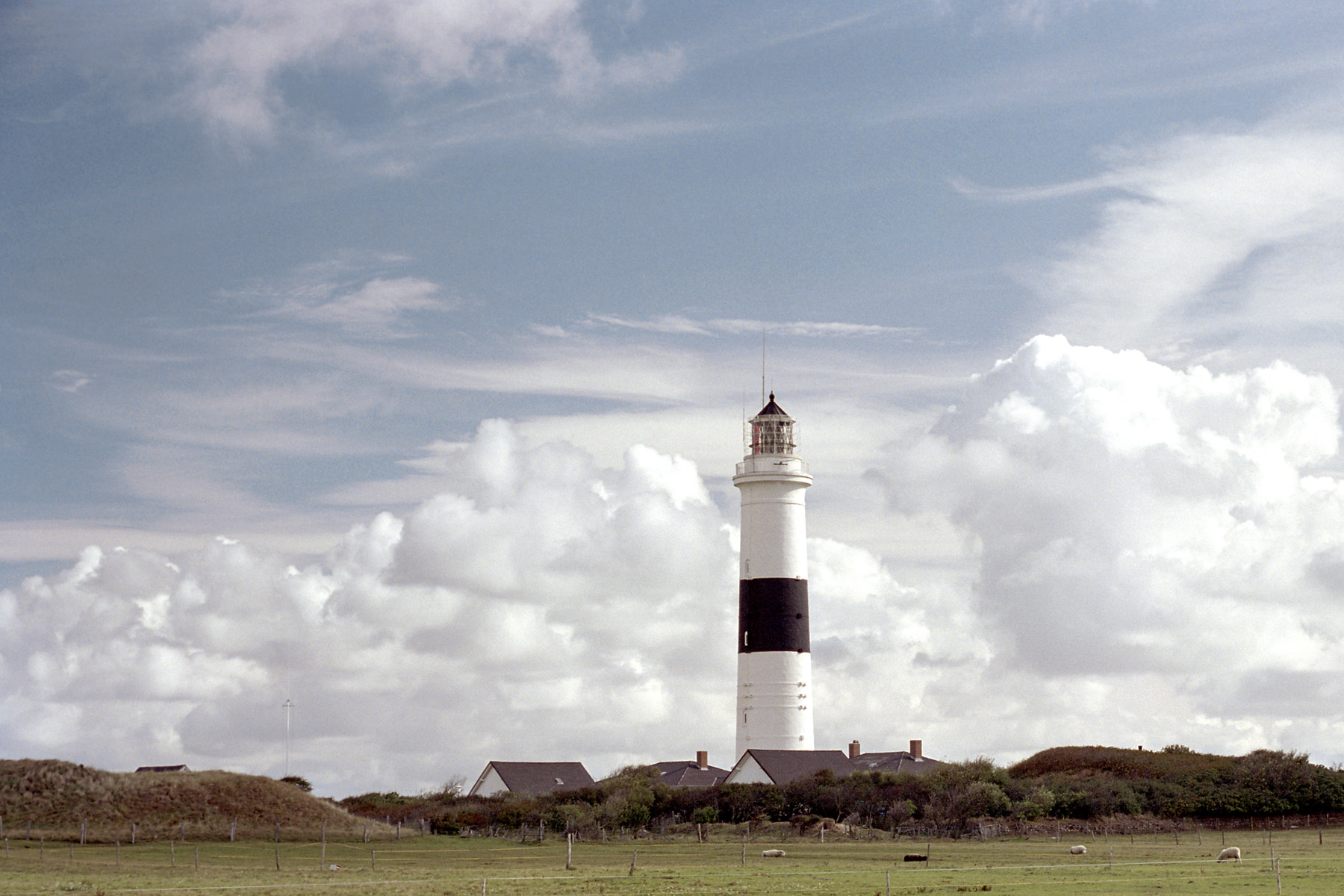